# Hájek (okres Karlovy Vary)
Hájek (německy Grasengrün) je obec v okrese Karlovy Vary v Karlovarském kraji. Leží necelých sedm kilometrů severovýchodně od Karlových Varů. V obci žije 641 obyvatel.

## Historie
První písemná zmínka o vesnici pochází z roku 1409.
V roce 2013 se stal Hájek Vesnicí roku Karlovarského kraje. Získal tak Zlatou stuhu a 160 000 Kč.

## Obyvatelstvo
Při sčítání lidu v roce 1921 ve vsi žilo 447 obyvatel (z toho 216 mužů), z nichž bylo osm Čechoslováků, 435 Němců a čtyři cizinci. Všichni se hlásili k římskokatolické církvi. Podle sčítání lidu z roku 1930 měla vesnice 557 obyvatel: 21 Čechoslováků, 533 Němců a tři cizince. Kromě šesti evangelíků, šesti členů církve československé a tří lidí bez vyznání byli římskými katolíky.
| Rok            | 1869 | 1880 | 1890 | 1900 | 1910 | 1921 | 1930 | 1950 | 1961 | 1970 | 1980 | 1991 | 2001 | 2011 | 2021 |
| -------------- | ---- | ---- | ---- | ---- | ---- | ---- | ---- | ---- | ---- | ---- | ---- | ---- | ---- | ---- | ---- |
| Počet obyvatel | 430  | 514  | 556  | 663  | 749  | 652  | 740  | 452  | 471  | 389  | 334  | 348  | 392  | 490  | 651  |
| Počet domů     | 66   | 75   | 77   | 85   | 88   | 88   | 110  | 126  | 93   | 88   | 87   | 102  | 118  | 165  | 212  |

## Obecní správa
Mezi lety 1869–1975 Hájek byl obcí v okrese Karlovy Vary (1869–1930), poté v okrese Karlovy Vary-okolí (1950) a později opět v okrese Karlovy Vary. Od 1. ledna 1976 do 23. listopadu 1990 patřil jako část obce k Sadovu a od 24. listopadu 1990 je opět samostatnou obcí.

### Části obce
- Hájek
- Nová Víska

### Obecní symboly
Znak a vlajka byly obci uděleny rozhodnutím předsedy Poslanecké sněmovny Parlamentu České republiky dne 11. dubna 2008.

## Doprava
Východní částí katastrálního území obce vede silnice I/13. V jejím sousedství stojí hájecké nádraží na železniční trati Chomutov–Cheb.

## Pamětihodnosti
Za budovou obecního úřadu (čp. 68) se dochovalo okrouhlé tvrziště po starší hájecké tvrzi. Ta vznikla pravděpodobně již ve čtrnáctém století a v šestnáctém století zanikla.